# ソニー銀行
ソニー銀行株式会社（ソニーぎんこう、英称：Sony Bank Inc.）は、東京都千代田区内幸町（日比谷）に本店を置く、新たな形態の銀行に分類されるソニーグループのネット銀行。ソニーフィナンシャルグループの完全子会社。通称：ソニーバンク。
2001年4月2日に、ソニー、三井住友銀行などの出資により設立。同年6月11日より事業を開始。ソニー銀行をはじめとした金融事業は、2018年に発表したソニーグループの期経営計画において、重点戦略であるリカーリングを担う中核ビジネスの位置づけ。

## サービス概要
ネット銀行の先発として参入したジャパンネット銀行（現・PayPay銀行）やアイワイバンク銀行（現・セブン銀行）が決済手数料を収益の柱とした低コスト運営の銀行を目指したのに対して、ソニー銀行は個人の資産管理の道具となることを目指して設立された。日経金融機関ランキングでは、2007年〜2015年と9年連続顧客満足度1位。オリコン顧客満足度は、2017年、2019年、2020年、2024年にオリコン顧客満足度調査 ネット銀行 第1位。
1人当りの預金残高はトップレベル。預金残高はネット銀行では異例である1兆円（2008年1月末）を記録し、2015年3月31日時点では1兆8,782億円に達した。2018年度のリテールバランス（預⾦、外貨預⾦、投資信託、証券仲介、⼀任勘定媒介、個⼈ローン）は4.2兆円に達する見込。
外貨預金、投資信託などの運用商品の取引手数料と、住宅ローンなどの利息収入を収益の柱に据えている。
外貨預金の為替手数料の安さと取り扱う通貨の種類は業界随一。Sony Bank WALLETを通じた外貨預金残高は2018年度に4,300億円に達する見込であり、メガバンクに次ぐ水準。2017年10⽉には「タカシマヤプラチナデビットカード」の発⾏を開始する等、利便性向上と提携拡⼤により、顧客基盤の拡⼤を図っている。
2002年にインターネット専業銀行では最初に住宅ローンの取扱を開始した。市場金利に連動した貸し出し利率・金利タイプ（固定・変動）の変更がいつでも可能・保証会社を使わないため保証料が不要であり、インターネットバンキングと郵送による書面のやり取りだけで完結する点を売りにしていた（同様のサービスは既にスルガ銀行ネットバンク支店などで実施済み）。2007年頃より金融持株会社傘下のソニー生命保険と銀行代理業を締結し、同社のライフプランナー（営業職員）を媒介した住宅ローンの申し込み業務を開始。2010年には東京駅八重洲口前のビルにソニー銀行初の有人拠点として「住宅ローンプラザ」を開設した。2018年、業界初のAI審査を導入し、審査期間の短縮とコスト効率を改善している。
振込手数料はソニー銀行同士は無料、他行宛は2021年9月現在、毎月2回目の振り込み実行分は無料となっていて、3回目以降は一律220円（税込）である。（インターネットバンキングの場合。なお、2016年1月3日以前は毎月1回目の手数料を翌月10日までに円普通預金口座へキャッシュバックする形で実質無料としていた。また、Sony Bank WALLETを持っていれば、必ずさらに1回他行向け振込が手数料が無料になり 、優遇プログラム Club S のステージに応じてさらに無料回数が追加される。）
また、設定によってログイン後の画面をポストペットのものにすることも可能で、これを目当てに口座を開設する顧客も存在する。ポストペットから貯金に関してのアドバイスや応援メッセージを受け取ることができ、他行にはない異色のサービスである。
2017年8月、投資型クラウドファンディングとして、ベンチャー企業の資⾦調達ニーズと投資家の資⾦運⽤ニーズをインターネット上で結びつけるプラットフォーム事業（Sony Bank GATE）を開始している。
勘定系システムには富士通を採用している。当初は同社の「W-BANK」を採用していた。2020年1月、勘定系システムのプラットフォームにAmazonのパブリッククラウドサービスであるAWSを採用する方針を発表した。また勘定系アプリケーションは富士通の「FUJITSU Banking as a Service（FBaaS）」（のちの「xBank」）を採用し、2025年5月より全面稼働している。
2025年5月6日、サービスリニューアルに伴いウェブサイトドメインを「moneykit.net」から「sonybank.jp」へ移行した。

## 沿革
- 2001年（平成13年）
  - 4月 - 十時裕樹、石井茂がソニー銀行株式会社を設立。
  - 6月 - 営業開始。
- 2004年（平成16年）
  - 4月 - ソニーフィナンシャルホールディングスの傘下企業となる。
  - 6月 - 資本金を237.5億円とする。
- 2005年（平成17年）3月 - 本社を港区赤坂に移転。
- 2006年（平成18年）2月 - 資本金を250億円とする。
- 2007年（平成19年）6月 - 証券子会社である「ソニーバンク証券」を設立。
- 2008年（平成20年）
  - 3月 - ソニーフィナンシャルホールディングスの完全子会社になる。
  - 4月 - 資本金を280億円とする。
  - 11月 - 資本金を310億円とする。
- 2009年（平成21年）7月 - 本社を千代田区神田錦町に移転。
- 2010年（平成22年）6月 - 初の対面窓口として「住宅ローンプラザ」を中央区八重洲に開設。
- 2011年（平成23年）
  - 6月 - 開業10周年を迎える。
  - 7月 - 「スマートリンクネットワーク（現・ソニーペイメントサービス）」を子会社化する。
- 2012年（平成24年）8月 - ソニーバンク証券の全株式をマネックスグループに譲渡。ソニーバンク証券は吸収合併され解散する。
- 2016年（平成28年）1月 - 「Sony Bank WALLET」の取り扱いを開始。
- 2017年（平成29年）
  - 8月 - 国内銀行初の投資型クラウドファンディング事業「Sony Bank GATE」を開始。
  - 9月 - 住宅ローンプラザを中央区銀座に移転、「CONSULTING PLAZA」としてオープン。
- 2018年（平成30年）1月 - 千代田区神田錦町3丁目26から千代田区内幸町の日比谷パークフロントに本社を移転。
- 2020年（令和2年）3月 - 在留外国人向けサービス「English online banking」を開始。
- 2021年（令和3年）
  - 2月 - 資本金を360億円とする。
  - 6月 - 開業20周年を迎える。
- 2022年（令和4年）10月 - 千葉銀行との業務提携を発表[15]。
- 2022年（令和4年）12月 - 国立大学法人岡山大学との共同研究を開始。
- 2025年（令和7年）
  - 5月7日 - ICキャッシュカードの発行を開始。

## 店舗
形式上な店舗は本店営業部（店番号001）のみで同営業部に窓口は存在しない。
2010年6月に同社初の窓口拠点となる「住宅ローンプラザ」をヤンマー東京ビル（東京都中央区八重洲）1階に開設したが、住宅ローンの相談業務を行うのみで窓口業務は行わない。なお、現在は名称をCONSULTING PLAZAと変更し、日比谷パークフロント内の本店に移転している。

## 銀行代理業者
2020年現在以下の企業と銀行代理業を締結しており、各社の拠点を通じて住宅ローンなどの申込業務を受け付けている。
- ソニー生命保険 - ライフプランナー（保険営業担当者）を通して自宅や勤務先での対面による相談が可能。住宅ローンや預金などを取り扱う。
- ソニーライフ・コミュニケーションズ - ソニー生命の子会社。対面窓口である「保険製作所」で住宅ローンを取り扱う。
- ゆうちょ銀行 - 全国のゆうちょ銀行直営店のうち41店舗で取り扱う。
- スターツ証券 - スターツ証券が展開する「住まプラ+」4店舗などで住宅ローンを取り扱う。
- ブロードマインド - ファイナンシャルコンサルタントを通して住宅ローンを取り扱う。
- 東急保険コンサルティング - 「東急　ほけんのコンシェルジュ」を展開する4店舗で住宅ローンを取り扱う。
- アルヒ - 全国のARUHI直営店舗のうち12店舗で住宅ローンを取り扱う。
- バリュー・エージェント - 2店舗で住宅ローンを取り扱う。
- 日本モーゲージサービス - 3店舗で住宅ローンを取り扱う。
- カスタマーリンクス - 4店舗で住宅ローンを取り扱う。
- 東海東京証券 - 総合金融店舗である「マニーク」のうち5店舗で住宅ローンを取り扱う。
- GAIA - プライベート・ファイナンシャルアドバイザーを通して住宅ローンを取り扱う[18]。
- ANA X - ANAのウェブサイトを通して口座開設や外貨預金の申し込みが可能[19]。
- 高島屋 - ウェブサイトにてタカシマヤプラチナデビットカードなどの申し込みが可能。
- 高島屋ファイナンシャル・パートナーズ - 高島屋の一部店舗にてタカシマヤプラチナデビットカードなどの申し込みが可能[20]。

## 提携ATM
預金の入出金やカードローンの利用は、以下の提携各社行の現金自動預入払出機で行う。
- セブン銀行
- イオン銀行
- ローソン銀行
- ゆうちょ銀行
- 三井住友銀行
- 三菱UFJ銀行※1
- イーネットATM（主な設置場所などについては該当記事を参照）※2

また、三井住友銀行・三菱UFJ銀行の硬貨対応ATMからは硬貨による入金が可能である。硬貨の取扱可能時間は平日午前8時45分から午後6時まで。
※1：同行の店舗外ATMのうち一部に、イーネットが管理を行う簡易型ATMの箇所があるが（エイティエム統括支店管轄機）、この簡易型ATMは利用対象外となる。
※2：イーネットでの利用については、それぞれの管理銀行にかかわらず、全機種にて利用が可能。

### 手数料
以前ではセブン銀行・イオン銀行ATMでは、入金・出金とも、時間帯・回数に関係なく、下記の利用可能時間帯に全日無料で利用できたが、2019年1月7日から手数料改定により、出金については常時無制限無料から通算月4回まで手数料無料に変更となった。また、それ以外の提携ATMでの出金も、最大無制限無料から通算月4回へ変更となった。
入金はこれまで通り無制限無料である。
- 連携行ATMでの取引については、出金とカードローンの借入の両取引を通算して当月の4回目まで無料、5回目から1回につき24時間一律、2019年10月現在、110円（税込み）の手数料がかかる。入金とカードローンの返済、残高照会などについては回数の制限なく無料である。
- また、優遇プログラム Club Sのステージのがある場合はステージ優遇内容の出金無料回数となる

### 利用可能時間帯
- セブン銀行…全日利用可（毎週日曜21:00～翌7:00は利用不可）

※：イトーヨーカドーなどに設置の一部ATMについては、取扱日、取扱可能時間が異なる場合がある。また、一部未設置の地域・店舗がある。
- イオン銀行…全日利用可（毎日午後11時45分～翌日午前0時5分と、毎週日曜21:00～翌7:00は利用不可）
- 三井住友銀行…全日利用可（毎週日曜21:00～翌7:00、日曜を除く5月3日～5日は利用不可)（ただし、大分支店立命館アジア太平洋大学出張所を除く）
- 三菱UFJ銀行（エイティエム統括支店管轄のATMを除く）…全日利用可、平日・土曜0:10～23:50（ただし日曜日の翌日は7:00開始。また毎月第二土曜日0:00～21:00、翌日曜日は7:00～21:00の利用となる）、日曜日0:10～21:00（一部利用できないATMがある）
- ゆうちょ銀行…平日9:00～20:00、土日祝日・12月31日9:00～17:00（正月3ヶ日を除く）
- イーネットATM・ローソン銀行…全日利用可（毎週日曜21:00～翌7:00は利用不可）

### キャッシュカード暗証番号の変更
ATMにおけるキャッシュカードの暗証番号の変更手続は、セブン銀行のATMで取扱可能。現金自動預入払出機の稼動時間内であればいつでも変更可能。

## クレジットカード商品・口座振替の取扱い
オフィシャルカードとしてソニーファイナンスインターナショナル（SFI）から事業継承した「ソニーカード」（Sony Card）を発行していたが、2015年1月31日をもって取り扱いを終了した。現在は三井住友カード株式会社が発行する「ソニーカード クラシック」、「ソニーカード ゴールド」に移行している。
この他、クレディセゾンと提携した「MONEYKit《セゾン》アメリカン・エキスプレス・カード」（年会費10,500円）、「MONEYKit《セゾン》JCBカード」（年会費無料）の両商品も存在するが、新規の受付は2011年5月1日以降停止している。両商品とも既存会員は継続して利用可能であるが、ソニー銀行の口座を解約した場合は利用できなくなる。
2020年8月現在、ソニー銀行において口座振替に対応しているカード会社は、三井住友カードやJCB、楽天カードなど複数社に拡大しているが、三菱UFJニコスやアメリカン・エキスプレスなど対応していない会社も存在する。またカード以外にも保険や不動産会社の口座振替も、同グループであるソニー生命やソニー損保を含む複数社が対応している。各種公共料金については利用代金の自動振替を取扱っていないが、公共料金についてはソニー銀行口座で決済ができるクレジットカードを利用して支払いができる場合もある。

### 加盟する信用情報機関
SFIからの事業継承に伴い、同社と入れ替わる形でクレジットカードなどの信用審査を行う為に以下の信用情報機関に加盟する。
- 株式会社シー・アイ・シー（CIC）
- 株式会社日本信用情報機構（JICC）

## Sony Bank WALLET

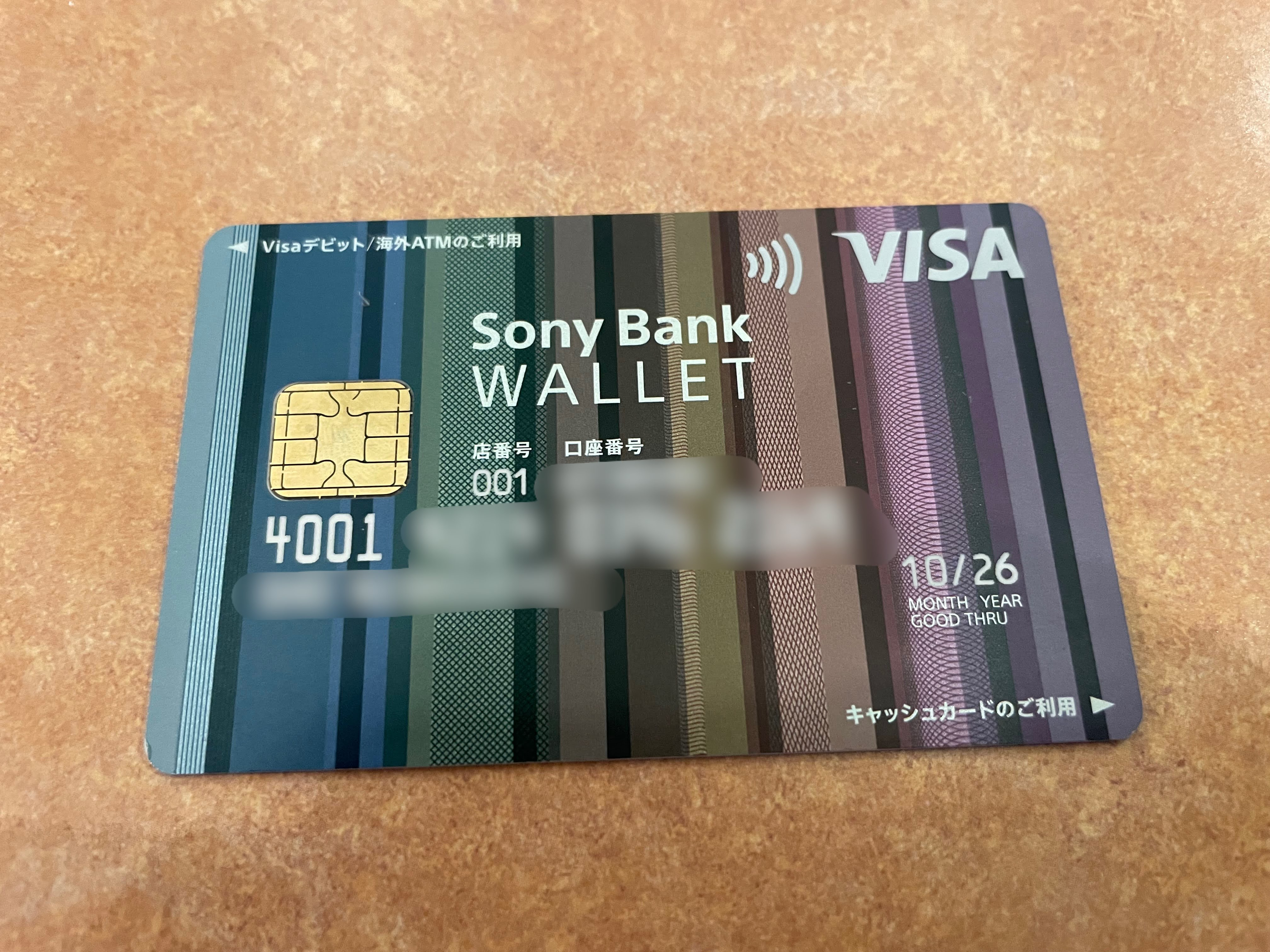
2019年9月19日から2023年12月12日までに発行された、Sony Bank WALLETのスタンダードデザイン （ソニー銀行デビットカード）

ソニー銀行が2016年1月4日より発行を開始したキャッシュカード兼デビットカード。決済ブランドはVISAを採用している。
一般的なVisaデビットカードとしてショッピングへの利用が可能なほか、海外のATMにおいてソニー銀行の外貨預金口座にある外貨をそのまま引き出す機能がある。対応する通貨は米ドルやユーロなど(円を含めて)11通貨。
国内での決済ではステージに応じて決済額の0.5%～2%のキャッシュバックを得ることができる（ANAマイレージクラブ/Sony Bank WALLETは除く）。またソニーストアで利用すると3%割引になる。
2019年9月19日発行分よりVisaのタッチ決済に対応した。2019年11月14日よりGoogle Pay へ対応。
2023年12月13日より、カード番号を裏面に集約したデザインのカードの発行を開始した(表面は、ローマ字氏名のみ。後述する、AMC提携カードのみ、AMCの会員番号も表面に記載される)。2025年3月3日よりApple Payへ対応した。
2025年5月7日以降の発行及び差し替え分は、ICキャッシュカードにも対応となった。このため、以降のカードについては逆向きでの挿入ができなくなっている。
なお、デビットカードとしての未使用期間が長期化している場合、一般のICキャッシュカードに強制切り替えとされる場合がある。

### Sony Bank WALLETの種類
- スタンダード…基本的なカード。各国の紙幣から抽出した色が使われている。その特徴的なデザインは「iF design award 2017」を受賞した[26]。
- ポストペット…ソニー銀行のマスコットキャラクターであるポストペットがデザインされたカード。
- "PlayStation"デザイン…SIEと提携して発行されたカード[27]。PlayStationのロゴが描かれている。
- ANAマイレージクラブ/Sony Bank WALLET…ANAと提携して発行されたカード[19]。利用額に応じたキャッシュバックの代わりにANAマイルが貯まる。
- タカシマヤプラチナデビットカード…高島屋と提携して発行されたカード[28]。通常のカードと違い年会費33,000円がかかるが、ソニー銀行や高島屋での各種特典が付属する。

## 子会社等
ソニー銀行は以下の3社を連結対象の子会社にしている。 
- ソニーペイメントサービス株式会社

2006年に株式会社スマートリンクネットワークとして設立された決済代行業者。ソニー銀行が57％の株を保有する。
- SmartLink Network Hong Kong Limited

2013年に設立された香港に本社を置くソニーペイメントサービスの100％子会社。ソニー銀行の孫会社にあたる。
- SmartLink Network Europe B.V.

2019年に設立されたオランダに本社を置くソニーペイメントサービスの100％子会社。ソニー銀行の孫会社にあたる。
- ETCソリューションズ

2020年に設立されたソニーペイメントサービスが70.2％を出資する子会社。ソニー銀行の孫会社にあたる。

## 関連書籍
- 十時裕樹 『ぼくたちは、銀行を作った。－ソニー銀行インサイド・ストーリー』 集英社インターナショナル、2001年。 ISBN 4797670444